# ماكس توبلين
ماكس توبلين هو ممثل كندي، ولد في 14 ديسمبر 1989 بتورونتو في كندا.

## أعمال

### أفلام
- (2008) كامب روك
- (2008) هولك الخارق[3][4][5][6]
- (2012) العقماء[7]
- (2012) حقيقة مظلمة

### مسلسلات
- سوتس

## وصلات خارجية
- ماكس توبلين على موقع IMDb (الإنجليزية)
- ماكس توبلين على موقع قاعدة بيانات الفيلم (الإنجليزية)